# Пожедановка
Пожеда́новка (рос. Пожедановка, чув. Пăшатановкă) — присілок у Чувашії Російської Федерації, у складі Москакасинського сільського поселення Моргауського району.
Населення — 12 осіб (2010; 16 в 2002, 33 в 1979; 44 в 1939, 43 в 1926).

## Історія
Заснований 1926 року як Виселок Пожедановка, коли було утворено сільськогосподарське товариство, 1930 року — артіль «імені Челюскіна», 1931 року — колгосп «Червона Зірка». До 1927 року перебував у складі Татаркасинської волості Чебоксарського повіту. 1927 року присілок переданий до складу Татаркасинського району, 1939 року — до складу Сундирського, 1962 року — до складу Чебоксарського, 1964 року — до складу Моргауського району.